# Fotògrafs Napoleon
La firma A. i E., dits Napoleon, va ser una empresa familiar amb estudis fotogràfics a Barcelona i a Madrid, que van començar el seu treball a Barcelona l'any 1851 i va perdurar fins al seu tancament definitiu l'any 1968. Durant molts anys, va ser l'estudi més conegut i famós de la ciutat. Disposava de milers i milers de retrats de la burgesia barcelonina, tant familiars, com polítics, tradicionals, fotomuntatges i fins i tot i n'hi havia algun d'eròtic, encara que fos il·legal. L'any 1896, els Napoleon van adquirir un projector cinematogràfic als germans Lumière, esdevenint així els primers cinematògrafs de la ciutat, però el 1908 van abandonar el negoci davant la creixent competència.

## Història

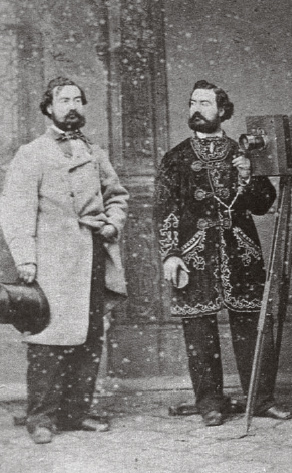
Autorretrat doble d'Antonio Fernández

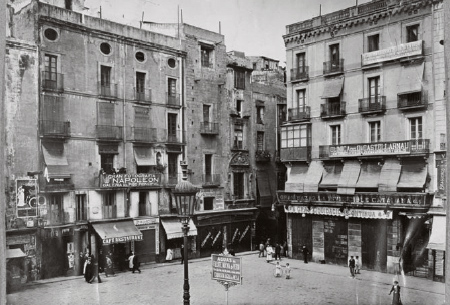
Estudi a la plaça de l'Àngel, enderrocat al 1907

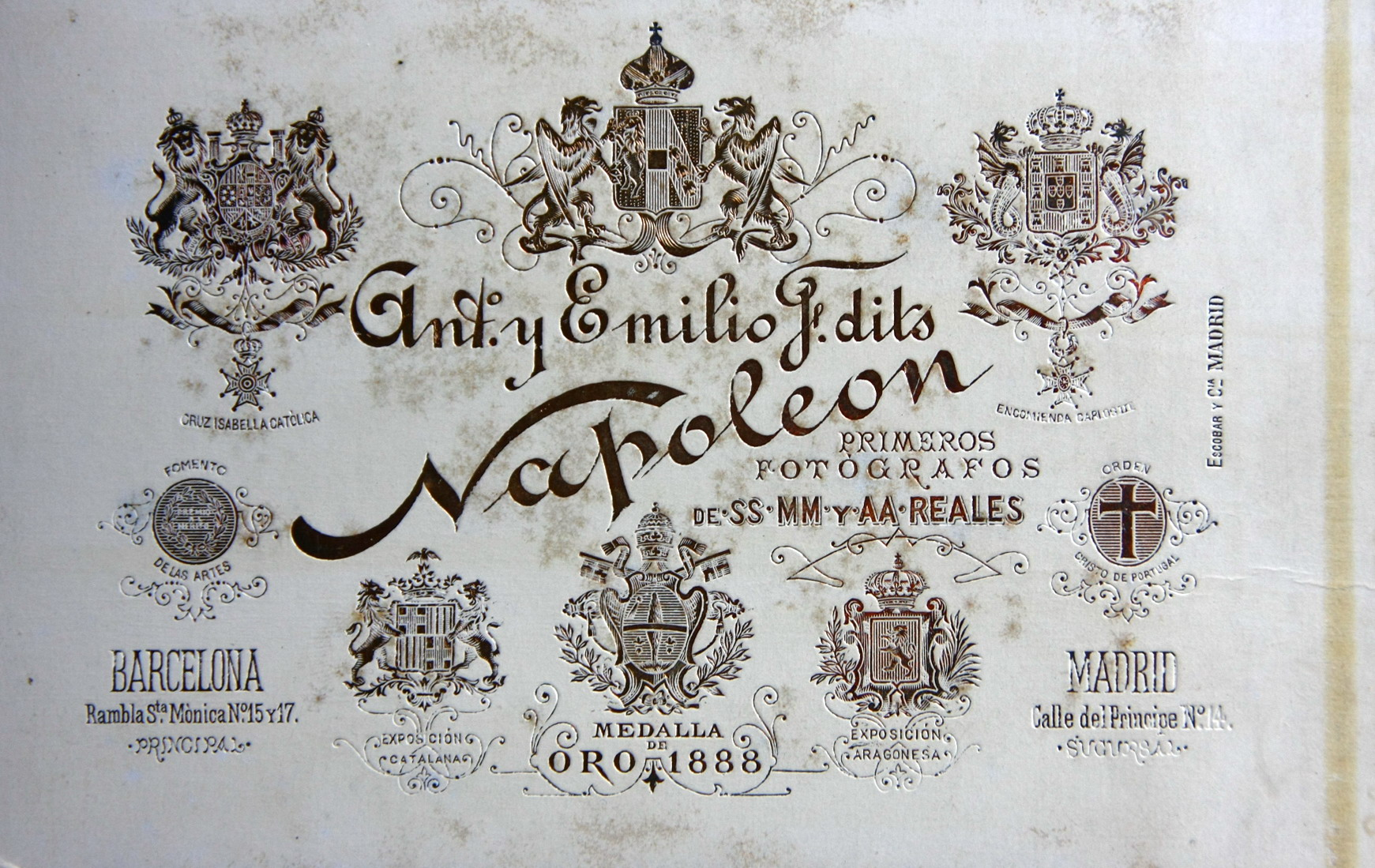
Revers d'una fotografia

Antonio Fernández Soriano (Albacete, 24 d'abril de 1827- Barcelona, 3 de febrer de 1916) va estudiar fotografia a França i va entrar com a aprenent a l'estudi fotogràfic de Charles Chavan. Posteriorment, entrà a treballar a Barcelona com a músic en el regiment d'infanteria de la Constitució 29. Aleshores va conèixer Anaïs Napoleon, encara que continuà amb l'ofici de fotògraf ocasional. Es van casar el 24 de desembre de 1850 a la parròquia de Sant Josep i Santa Mònica; el pare d'Anaïs els va cedir un espai a la seva consulta. Donat que el seu nom comercial era Napoleon, també van adoptar el nom per a l'estudi fotogràfic.
Es té constància de la seva activitat a partir d'un anunci publicat el 31 de juliol de 1853 al diari Correo de Barcelona, publicat per Manuel Saurí i Crespí entre juliol de 1852 i juliol de 1854. D'altra banda, també realitzaven treballs fotogràfics a domicili per a fer fotografia post mortem. L'any 1862, la parella va comprar l'edifici de la Rambla de Santa Mònica, 15, al costat de la casa familiar, i van contractar dos ajudants encarregats del retoc i l'acoloriment manual de les fotografies.
El 1868 obtingueren la seva primera medalla a l'Exposició Aragonesa. També van treballar per a la Casa Reial, fent retrats a membres de diverses famílies reials com Isabel II, Alfons XII i Alfons XIII i van obtenir condecoracions a Espanya, França i Portugal; l'any 1872 reberen l'Ordre de Carles III i posteriorment fou nomenat comanador de l'Orde d'Isabel la Catòlica. El 1881, Antonio es va desplaçar a Madrid per assistir al casament del seu fill Napoleón Francisco (1855-1898) i va comprar un estudi fotogràfic al carrer del Príncep de Madrid, cedint-lo al seu fill, que el va dirigir fins a la mort, per tisi, el 12 de desembre de 1898; posteriorment, se n'encarregà la vídua fins que va ser traspassat el 1905.
El 1882, els Napoleon van haver d'afrontar la mort d'un dels fills, Esteban, de tan sols vint anys, a causa d'un traumatisme cerebral. A causa d'aquesta tragèdia, el 30 de desembre de 1882 van decidir constituir una societat en què, tant el matrimoni com el fill gran Emilio (1851-) tinguessin una participació idèntica. També van participar en l'Exposició Universal de Barcelona de l'any 1888 amb l'exhibició de diverses obres. El 1896 es va obrir una sucursal a l'antiga plaça de l'Àngel, regentada per Napoleón Fernando (1856-), que havia fracassat en l'intent d'obrir una botiga de llenceria al carrer del Pi. Va funcionar fins al 1907, quan va ser enderrocada per a l'obertura de la Via Laietana.

## Fons personal
Part del seu fons es conserva a l'Arxiu Fotogràfic de Barcelona. Es tracta, majoritàriament, de retrats de personatges anònims i d'altres il·lustres com mossèn Cinto Verdaguer o Alfons XIII.
El Centre de Documentació i Museu de les Arts Escèniques conserva fotografies de la nissaga Napoleon.